# Сарсай
Сарса́й (каз. Сарысай) — село у складі Шалкарського району Актюбінської області Казахстану. Входить до складу Бершугірського сільського округу.
У радянські часи село називалось Сарисай.
Населення — 248 осіб (2021; 405 у 2009, 0 у 1999, 346 у 1989).